# 시누헤 이야기

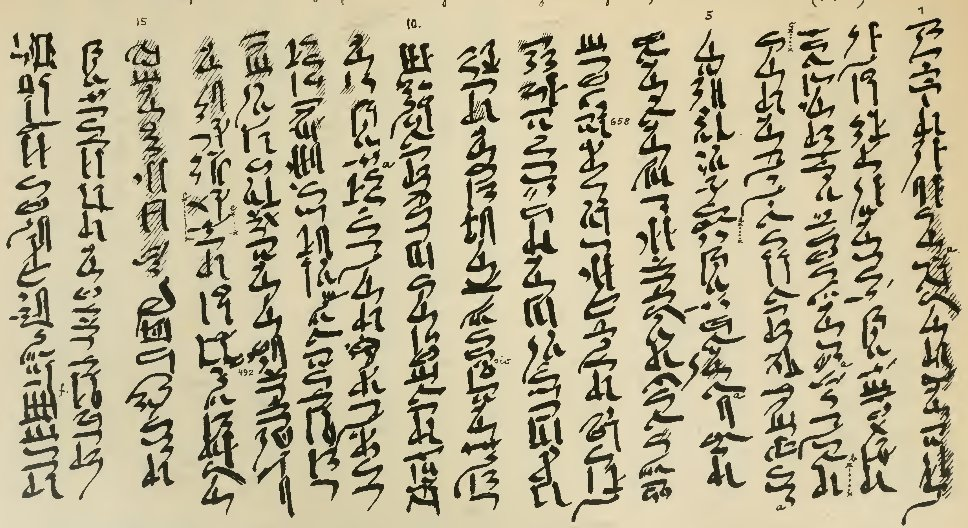

《시누헤 이야기》(Story of Sinuhe)는 산문으로 된 속문학(俗文學)이다. 중왕국 초기(기원전 20세기) 아멘 엠 헤트1세를 섬기는 귀족 시누헤의 정치적 망명에서 생겨난 시리아 기행문학이다.
중심 주제는 조국애 혹은 망향의 심정이다. 도망하던 도중 수메르 지협에서 갈증으로 죽음을 맛보고 유목민에게 구조되어 요르단 동쪽에서 팔레스티나 고원 지방을 통과, 시리아에 들어가 거기서 우대를 받아 수훈도 세웠다. 그러나 시누헤는 행복하지 않았다. 그는 태어난 고향에 묻히기를 진심으로 원해 마침내 이집트 왕의 편지를 받고 그리운 고국으로 돌아간다.
기원전 10세기까지 반복 필사(筆寫)되어서 죽은 다음의 오락을 위해 무덤에 넣을 정도로 이집트인이 가장 애호한 작품이다. 산문의 대표작품이다.

## 한국어 번역
- 유성환 옮김, 휴머니스트, 2024년 5월 20일